# Max Carl Wilhelm Weber

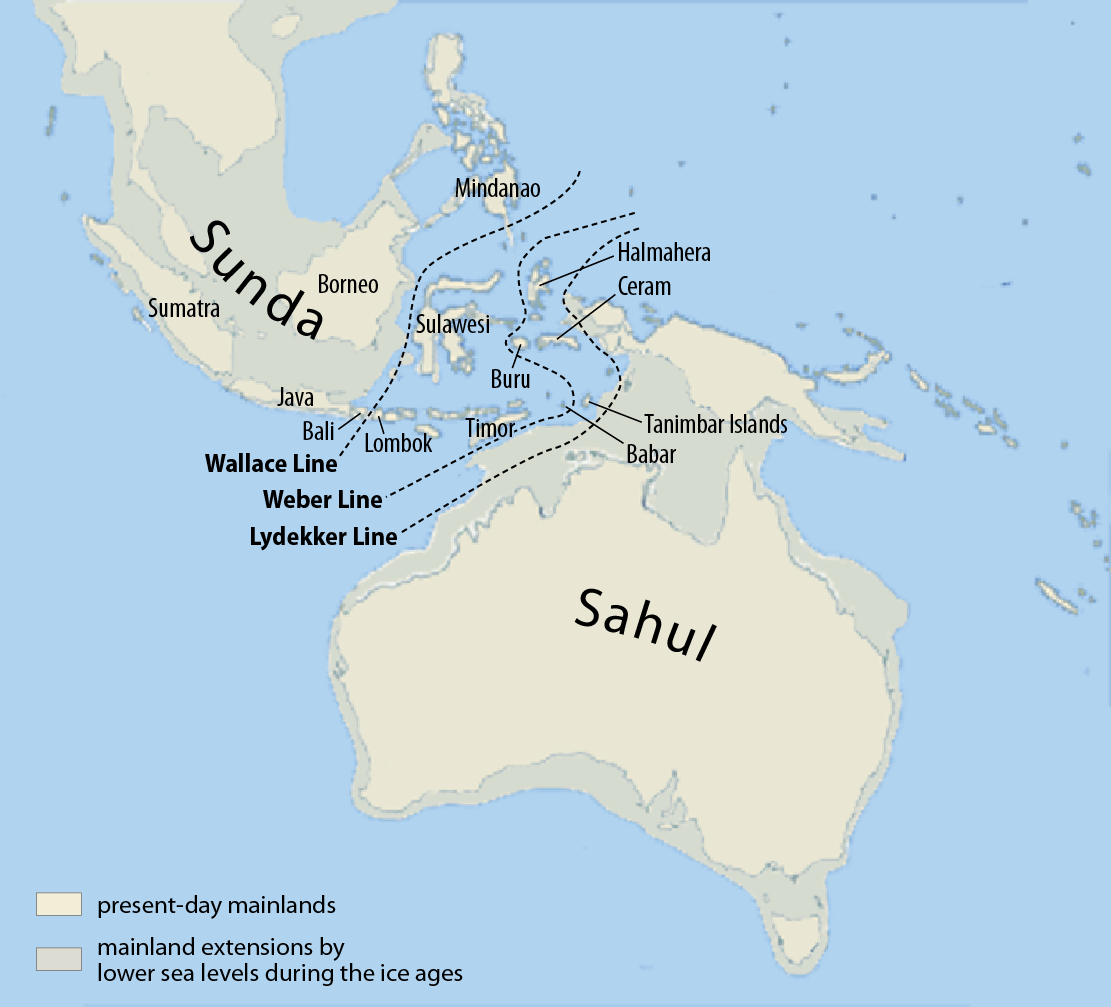
Las líneas de Weber, Lydekker y Wallace, tres posibles fronteras biogeográficas entre las regiones oriental y Australasia.

Max Carl Wilhelm Weber o Max Wilhelm Carl Weber (Bonn, 5 de diciembre de 1852 - Brummen, 7 de febrero de 1937) fue un zoólogo y biogeógrafo germano-neerlandés. Es conocido sobre todo por haber establecido la línea de Weber, una frontera biogeográfica que encierra la región en la que la fauna de mamíferos es exclusivamente de Australasia.

## Biografía
Weber estudió en la Universidad de Bonn, luego en la Universidad Humboldt, en Berlín, con el zoólogo Eduard Carl von Martens (1831-1904). Obtuvo su doctorado en 1877. Weber, profesor en la Universidad de Utrecht, participó a continuación en una expedición al mar de Barents. Después de esto, en 1883 se convirtió en profesor de Zoología, Anatomía y Fisiología en la Universidad de Ámsterdam. En el mismo año fue nacionalizado neerlandés. Se casó con Anna Antoinette Weber-van Bosse, una botánica holandesa.
Max Carl Wilhelm Weber fue el líder de la Expedición Siboga.

## Línea de Weber
Weber dibujó la línea de Weber que encierra la región en la que la fauna de mamíferos es exclusivamente de Australasia. La línea de Weber es una alternativa a la línea de Lydekker.
Como es el caso de las especies de plantas, las campañas de reconocimiento revelaron que para la fauna de los grupos de vertebrados, con excepción de las aves, la línea de Lydekker no era el límite biogeográfico más importante. El grupo de las islas Tanimbar, y no la frontera entre las islas de Halmahera y Nueva Guinea, parece ser la interfaz principal entre las regiones oriental y Australasia para los mamíferos y otros grupos de vertebrados terrestres. Así, para muchos invertebrados, aves y mariposas, esta interfaz está mejor representada por la línea de Weber que por la línea de Lydekker.

## Algunas publicaciones
- (ed.) 1890-1907. Zoologische Ergebnisse einer Reise in Niederländisch Ost-Indien, 1 (1890-1891): [i-v], i-xi, maps I-III, 1-460, pls. I-XXV; 2 (1892): [i-v], 1-571, pls. I-XXX; 3 (1894): [i-v], 1-476, pls. I-XXII; 4 (1897-1907): [i-v], 1-453, pls. I-XVI (E. J. Brill, Leiden).

- 1902a. Introduction et description de l'expedition", I. Siboga-expeditie.

- 1902b. Der Indo-Australische Archipel und die Geschichte seiner Tierwelt. Jena: Gustav Fischer, 1902. 46 pp.

- 1904b. Enkele resultaten der Siboga-expeditie. Versl. gewone Vergad. wis- en natuurk. Afd. K. Akad. Wet. Ámsterdam, 12 (2): 910-914.

- Con L. F. de Beaufort, 1911-1962. The fishes of the Indo-Australian Archipelago, I (1911). Index of the ichthyological papers of P. Bleeker: i-xi, 1-410, 1 portrait; II. (1913). Malacopterygii, Myctophoidea, Ostariophysi: I Siluroidea: i-xx, 1-404, 1 retrato; III (1916) Ostariophysi: II Cyprinoidea, Apodes, Synbranchii]: i-xv, 1-455; IV. (1922) Heteromi, Solenichthyes, Synentognathi, Percesoces, Labyrinthici, Microcyprini]: i-xiii, 1-410.

- 1928. Die Säugetiere: Einführung in die Anatomie und Systematik der recenten und fossilen Mammalia. 2ª ed. Jena: Gustav Fischer. Vv 1. Anatomischer Teil. 1927, 459 pp. ; vv 2. Systematischer Teil. 1928. 922 pp.

## Honores

### Eponimia
- Hydrosaurus weberi
- Prosciurillus weberi
- Periophthalmus weberi
- Siboglinum weberi
- Chromis weberi
- Caudacaecilia weberi
- Peristedion weberi

## Abreviatura (zoología)
La abreviatura Weber  se emplea para indicar a Max Carl Wilhelm Weber como autoridad en la descripción y taxonomía en zoología.